# VIII Spadochronowe Mistrzostwa Polski w Akrobacji Zespołowej RW-4 Gliwice 2000
 VIII Spadochronowe Mistrzostwa Polski w Akrobacji Zespołowej RW-4 Gliwice 2000 – odbyły się 1–3 września 2000 na gliwickim lotnisku. Gospodarzem Mistrzostw był Aeroklub Gliwicki wraz z Sekcją Spadochronową Aeroklubu Gliwickiego, a organizatorem Aeroklub Polski i Aeroklub Gliwicki. Do dyspozycji skoczków był samolot An-2 SP-AOI. Skoki wykonywano z wysokości 3 050 metrów (10 000 stóp) i opóźnieniem 35 sekund. Wykonano 6 kolejek skoków.

## Rozegrane kategorie
Mistrzostwa rozegrano w jednej kategorii:
- Akrobacja zespołowa RW-4.

## Kierownictwo Mistrzostw
- Dyrektor Mistrzostw – pil. Ryszard Mandziej
- Kierownik Sportowy – pil. Ryszard Ptaszek
- Komisja Sędziowska – Jan Isielenis, Artur Milczewski, Jacek Zych i Artur Gosiewski.

Źródło: 

## Medaliści
Medalistów VIII Spadochronowych Mistrzostw Polski w Akrobacji Zespołowej RW-4 Gliwice 2000 podano za: Lidia Kosk: Wyniki Mistrzostw Polski w Formation Skydiving, lata 1989–2014. [dostęp 2021-02-08]. (pol.).
| Konkurencja              | Złoto            | Srebro       | Brąz               |
| Akrobacja zespołowa RW-4 | WKS Wawel Kraków | Aeroklub ROW | Aeroklub Poznański |

## Wyniki
Wyniki Uczestników VIII Spadochronowych Mistrzostw Polski w Akrobacji Zespołowej RW-4 Gliwice 2000 podano za: Jan Isielenis, Archiwum Sekcji Spadochronowej Aeroklubu Gliwickiego, 2000. Brak numerów stron w książce
W zawodach brało udział 20 zawodników  w tym 1 zawodniczka reprezentujący 4 zespoły.
| Klasyfikacja – Akrobacja zespołowa RW-4 | Klasyfikacja – Akrobacja zespołowa RW-4                                                                       | Klasyfikacja – Akrobacja zespołowa RW-4 | Klasyfikacja – Akrobacja zespołowa RW-4 | Klasyfikacja – Akrobacja zespołowa RW-4 | Klasyfikacja – Akrobacja zespołowa RW-4 | Klasyfikacja – Akrobacja zespołowa RW-4 | Klasyfikacja – Akrobacja zespołowa RW-4 | Klasyfikacja – Akrobacja zespołowa RW-4 |
| --------------------------------------- | --- | --------------------------------------- | --------------------------------------- | --------------------------------------- | --------------------------------------- | --------------------------------------- | --------------------------------------- | --------------------------------------- |
| Miejsce                                 | Drużyna | Kolejka                                 | Kolejka                                 | Kolejka                                 | Kolejka                                 | Kolejka                                 | Kolejka                                 | Razem                                   |
| Miejsce                                 | Drużyna | I                                       | II                                      | II                                      | IV                                      | V                                       | VI                                      | Razem                                   |
| 1                                       | WKS Wawel Kraków Marcin Bielecki, Stanisław Gruszka, Rafał Zgierski, Mariusz Nowak, Piotr Gądek               | 4                                       | 7                                       | 5                                       | 6                                       | 5                                       | 7                                       | 34                                      |
| 2                                       | Aeroklub ROW Robert Krawczak, Jarosław Pawłowski, Sebastian Adamiak, Mariusz Koba                             | 4                                       | 7                                       | 4                                       | 5                                       | 5                                       | 4                                       | 29                                      |
| 3                                       | Aeroklub Poznański Bartosz Staśkiewicz, Sebastian Dratwa, Artur Ceran, Grzegorz Kucharczyk, Marek Nowakowski  | 4                                       | 4                                       | 5                                       | 4                                       | 5                                       | 4                                       | 26                                      |
| 4                                       | Aeroklub Polski Bartłomiej Repka, Marcin Wilk, Ziemowit Nowak, Aleksandra Knapik, Konrad Masełkowski (kamera) | 0                                       | 0                                       | 4                                       | 4                                       | 4                                       | 4                                       | 16                                      |